# Copa da Croácia
A Copa da Croácia (em croata Hrvatski nogometni kup) é um torneio eliminatório em nível nacional disputado na Croácia. O atual campeão é o NK Rijeka.

## História
A primeira edição da Copa da Croácia aconteceu em 1941, logo após o estabelecimento do Estado Independente da Croácia, um estado fantoche das potencias do Eixo. Ela previa apenas um jogo na final. Como esta partida terminou sem vencedor, um jogo-desempate foi realizado e este jogo também ficou empatado. SOmente no segundo jogo de desempate que o Građanski Zagreb bateu o Concordia Zagreb e ficou com o primeiro título da Copa da Croácia. Entretanto, esta edição e, por conseguinte, o título muitas vezes não é levada em consideração quando se conta a história do campeonato.
A próxima edição da Copa da Croácia foi realizada apenas 51 anos depois, após a secessão da Croácia da Iugoslávia e vem sendo disputada de forma ininterrupta desde então. O surpreendente Inker Zaprešić sagrou-se campeão desta nova fase da Copa da Croácia, derrotando o HAŠK Građanski (atual Dinamo Zagreb). 
O Croatia Zagreb chegou a todas as 7 primeiras finais de Copa da Croácia no período pós-guerra de independência (a primeira delas ainda sob o nome HAŠK Građanski. Assim como acontece no campeonato nacional, o Dinamo Zagreb é o grande vencedor da competição, conquistando metade das 29 edições já disputadas (até 2019).

## Forma de disputa
48 clubes disputam a Copa:
- 16 melhores classificados pelo coeficiente da HNS nas últimas cinco temporadas

- 21 vencedores das Copas dos Condados organizadas pelas federações de futebol do condado

- 11 perdedores da final da Copa do Condado (dos municípios com mais clubes registrados)
Os 32 clubes que se classificaram através das Copas do Condado disputam as Eliminatórias para a Copa, com os 16 restantes aguardando os vencedores nos 1/16 de final.
Na parte final da Copa da Croácia, entram os 16 clubes com o melhor coeficiente de desempenho nos últimos cinco anos, 21 vencedores da Taça do Condado e 11 finalistas do condado com o maior número de clubes de futebol registrados (uma portaria que dá prefência à quantidade em detrimento da qualidade).
A Copa é disputada em seis fases: pré-qualificação, dezesseis-avos de final, oitavas final, quartas de final, semifinal e final. Todas as fases são disputadas em partida única, com o time da casa sendo o time mais fraco por probabilidades. Desde a temporada 2014/15 a final é jogada em campo neutro. No caso de a partida terminar empatada, disputada-se uma prorrogação de 30 minutos. Persistindo o empate, a decisão é feita através de tiros livres da marca penal. 
O vencedor da Copa da Croácia leva para casa o troféu Sol de Rabuzin e garante uma vaga na segunda pré-eliminatória da Liga Europa da UEFA.

## Títulos

### Títulos por ano
| Temporada | Campeão          | Resultado           | Vice-Campeão     | Estádio                                              |
| --------- | ---------------- | ------------------- | ---------------- | ---------------------------------------------------- |
| 1941      | Građanski Zagreb | 2-2, 6-2            | Concordia Zagreb | Estádio Maksimir, Zagreb                             |
| 1992      | Inker Zaprešić   | 1-1, 1-0            | HAŠK Građanski   | Stadion Intera, Zaprešić Estádio Maksimir, Zagreb    |
| 1992-93   | Hajduk Split     | 4-1, 1-2            | Croacia Zagreb   | Estádio Poljud, Split Estádio Maksimir, Zagreb       |
| 1993-94   | Croacia Zagreb   | 2-0, 0-1            | NK Rijeka        | Estádio Maksimir, Zagreb Estádio Kantrida, Rijeka    |
| 1994-95   | Hajduk Split     | 3-2, 1-0            | Croacia Zagreb   | Estádio Poljud, Split Estádio Maksimir, Zagreb       |
| 1995-96   | Croacia Zagreb   | 2-0, 1-0            | Varteks          | Stadion Varteksa, Varaždin Estádio Maksimir, Zagreb  |
| 1996-97   | Croacia Zagreb   | 2-1                 | NK Zagreb        | Estádio Maksimir, Zagreb                             |
| 1997-98   | Croacia Zagreb   | 1-0, 2-1            | Vartek           | Stadion Varteksa, Varaždin Estádio Maksimir, Zagreb  |
| 1998-99   | NK Osijek        | 2-1                 | Cibalia          | Estádio Maksimir, Zagreb                             |
| 1999-00   | Hajduk Split     | 2-0, 0-1            | Dinamo Zagreb    | Estádio Poljud, Split Estádio Maksimir, Zagreb       |
| 2000-01   | Dinamo Zagreb    | 2-0, 1-0            | Hajduk Split     | Estádio Poljud, Split Estádio Maksimir, Zagreb       |
| 2001-02   | Dinamo Zagreb    | 1-1, 1-0            | Varteks          | Estádio Maksimir, Zagreb Stadion Varteksa, Varaždin  |
| 2002-03   | Hajduk Split     | 1-0, 4-0            | NK Istra 1961    | Estádio Aldo Drosina, Pula Estádio Poljud, Split     |
| 2003-04   | Dinamo Zagreb    | 1-1, 0-0            | Varteks          | Stadion Varteksa, Varaždin Estádio Maksimir, Zagreb  |
| 2004-05   | NK Rijeka        | 2-1, 1-0            | Hajduk Split     | Estádio Kantrida, Rijeka Estádio Poljud, Split       |
| 2005-06   | NK Rijeka        | 4-0, 1-5            | Varteks          | Estádio Kantrida, Rijeka Stadion Varteksa, Varaždin  |
| 2006-07   | Dinamo Zagreb    | 1-0, 1-1            | Slaven Belupo    | Estádio Maksimir, Zagreb Gradski Stadion, Koprivnica |
| 2007-08   | Dinamo Zagreb    | 3-0, 0-0            | Hajduk Split     | Estádio Maksimir, Zagreb Estádio Poljud, Split       |
| 2008-09   | Dinamo Zagreb    | 3-0, 0-3 (4-3 pen.) | Hajduk Split     | Estádio Maksimir, Zagreb Estádio Poljud, Split       |
| 2009-10   | Hajduk Split     | 2-1, 2-0            | HNK Šibenik      | Estádio Poljud, Split Estádio Šubićevac, Šibenik     |
| 2010-11   | Dinamo Zagreb    | 5-1, 3-1            | NK Varaždin      | Estádio Maksimir, Zagreb Anđelko Herjavec, Varaždin  |
| 2011-12   | Dinamo Zagreb    | 0-0, 3-1            | NK Osijek        | Gradski vrt, Osijek Estádio Maksimir, Zagreb         |
| 2012-13   | Hajduk Split     | 2-1, 3-3            | NK Lokomotiva    | Estádio Poljud, Split Estádio Maksimir, Zagreb       |
| 2013-14   | NK Rijeka        | 1-0, 2-0            | Dinamo Zagreb    | Estádio Maksimir, Zagreb Estádio Kantrida, Rijeka    |
| 2014-15   | Dinamo Zagreb    | 0-0 (4-2 p)         | RNK Split        | Estádio Maksimir, Zagreb                             |
| 2015-16   | Dinamo Zagreb    | 2-1                 | Slaven Belupo    | Gradski vrt, Osijek                                  |
| 2016-17   | NK Rijeka        | 3-1                 | Dinamo Zagreb    | Estádio NK Varteks, Varaždin                         |
| 2017-18   | Dinamo Zagreb    | 1-0                 | Hajduk Split     | Estádio HNK Cibalia Vinkovci                         |
| 2018-19   | NK Rijeka        | 3-1                 | Dinamo Zagreb    | Estádio Aldo Drosina, Pula                           |
| 2019-20   | Em disputa       | Em disputa          | Em disputa       | Em disputa                                           |

### Títulos por equipe
| Equipe           | Campeão | Vice-Campeão | Temporadas vitoriosas |
| ---------------- | ------- | ------------ | --- |
| Dinamo Zagreb 1  | 15      | 7            | 1993–94 • 1995–96 • 1996–97 • 1997–98 • 2000–01 • 2001–02 • 2003–04 • 2006–07 • 2007–08 • 2008–09 • 2010–11 • 2011–12 • 2014–15 • 2015–16 • 2017–18 |
| Hajduk Split     | 6       | 5            | 1992–93 • 1994–95 • 1999–00 • 2002–03 • 2009–10 • 2012–13                                                                                           |
| Rijeka           | 5       | 1            | 2004–05 • 2005–06 • 2013–14 • 2016–17 • 2018–19 |
| Osijek           | 1       | 1            | 1998–99 |
| Građanski Zagreb | 1       | -            | 1941 |
| Inker Zaprešić 2 | 1       | -            | 1992 |
| NK Varaždin 3    | -       | 6            | |
| Slaven Belupo    | -       | 2            | |
| Cibalia          | -       | 1            | |
| Concordia Zagreb | -       | 1            | |
| NK Lokomotiva    | -       | 1            | |
| RNK Split        | -       | 1            | |
| Šibenik          | -       | 1            | |
| NK Istra 1961    | -       | 1            | |
| NK Zagreb        | -       | 1            | |

1O atual Dinamo Zagreb já disputou a competição sob o nome de HAŠK Građanski e Croatia Zagreb.

2Atualmente a equipe se chama NK Inter Zaprešić.

3Este é o time que foi extinto em 2015. Não confundir com o atual Varaždin, fundado em 2012.